# アストリッド・ファグレウス
アストリッド・エルサ・ファグレウス＝ヴァルボム（Astrid Elsa Fagraeus-Wallbom、1913年5月30日 - 1997年2月24日）は、スウェーデンの免疫学者である。形質細胞が抗体（IgG）を産生することを初めて実証し、現代免疫学の発展に大きく貢献した。スウェーデン初の免疫学教授としてカロリンスカ研究所で活躍し、女性科学者の先駆者として知られる。

## 学歴と経歴
ファグレウスは、1948年にカロリンスカ研究所で医学の博士号を取得した。1949年に同研究所の細菌学准教授に任命され、1953年にはスウェーデン国立バクテリオロジー研究所（現：カロリンスカ研究所の一部）のウイルス学部門の責任者に就任。1961年から1979年まで、カロリンスカ研究所でスウェーデン初の免疫学教授を務めた。女性として初めてこの地位に就いた彼女は、スウェーデンの学術界におけるジェンダー平等の進展に寄与した。

## 科学的業績
ファグレウスの博士論文『形質細胞の発達に関連した抗体産生』（Antibody Production in relation to the Development of Plasma Cells）は、国際的な注目を集め、現代免疫学の里程碑とされた。この研究で、彼女は形質細胞が抗体（IgG）を産生することを初めて実証し、それまで不明だった形質細胞の機能を明らかにした。彼女のキャリアを通じて約80の学術論文を発表し、特にTリンパ球の胸腺での発達と成熟に関する研究に注力した。また、スヴェン・ガルド教授と共同でスウェーデンのポリオワクチン開発にも貢献した。

## 受賞と栄誉
ファグレウスの博士論文の業績により、1950年にスウェーデン医学会の「ジュビリー賞」を受賞。1973年にはアメリカ免疫学会の名誉会員に選出された。カロリンスカ研究所には彼女の名を冠した研究施設「アストリッド・ファグレウス研究所」（Astrid Fagraeus Laboratory）が設置されている。

## 私生活
ファグレウスは、ストックホルムで領事総長イシドール・ファグレウス（Isidor Fagraeus）とエルサ・ベックストレム（Elsa Bäckström）の娘として生まれた。1955年にディレクターのスヴェン・ヴァルボム（Sven Wallbom）と結婚し、ケルスティン（1955年生）とアン（1956年生）の2人の娘をもうけた。彼女はソルナのノーラ墓地に埋葬されている。